# 제시 닐

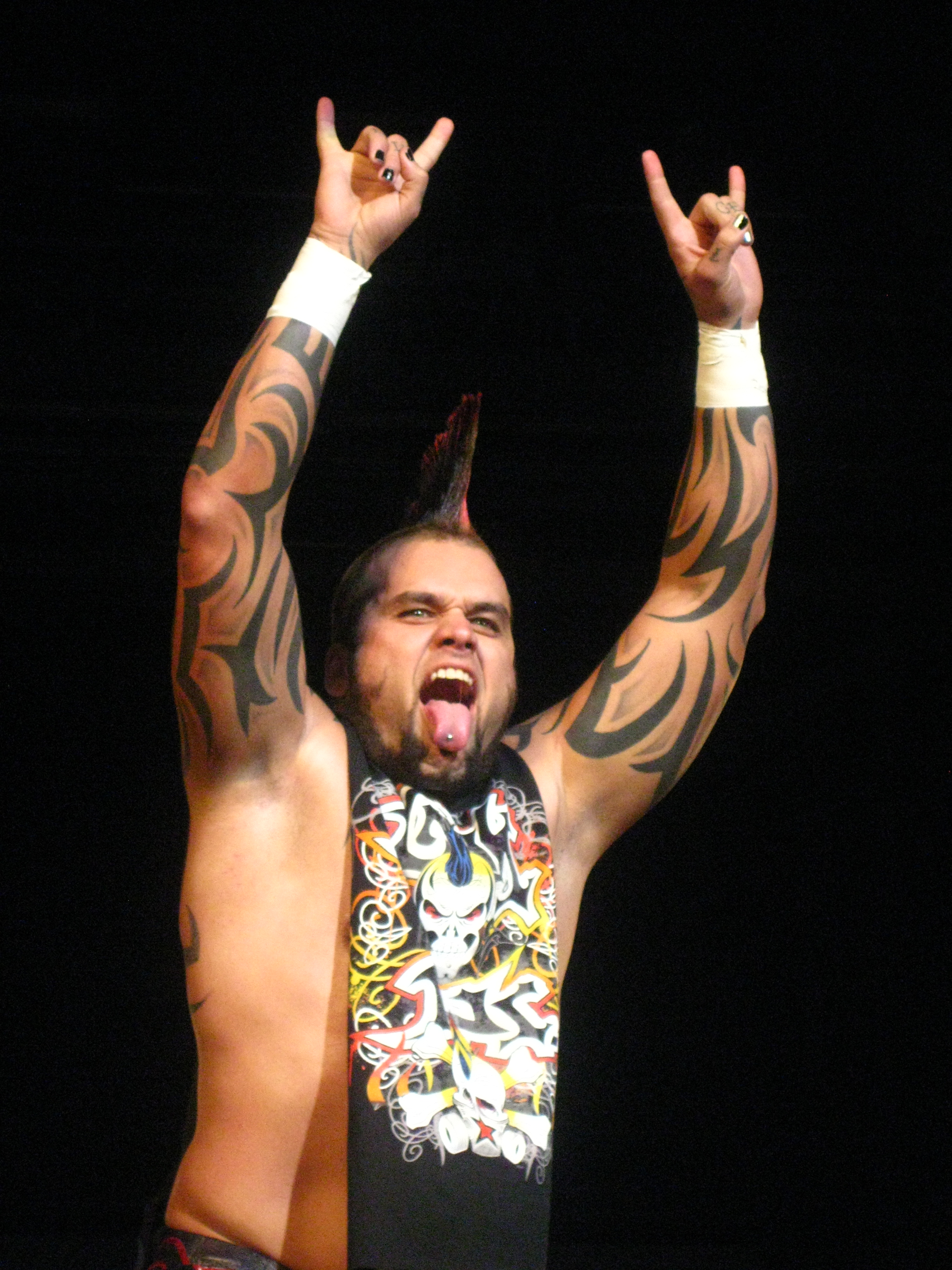

제시 닐(Jesse Neal , 1980년 4월 10일 ~ )는 미국의 프로레슬링선수다. 플로리다주에서 태어났다. TNA에서 셰넌 무어와 함께 잉크 inc.의 멤버로 활약 중이다. 팀 3D의 제자로도 유명하다. 키는 184cm 몸무게는 100kg이다. 피니쉬는 스피어다.

## 수상
- NCW 월드 챔피언 1회
- NCW 월드 하이트 헤비웨이트 챔피언 2회
- NCW 월드 라이트 헤비웨이트 태그팀 챔피언 1회 - 맷 프라이스
- VW 헤비웨이트 챔피언 1회
- Y2G 헤비웨이트 챔피언 1회